# Parallelia muza
Parallelia muza là một loài bướm đêm trong họ Erebidae.